# 新亭
新亭，地名。位於今江蘇省江寧縣南，三國吳時所築。地近江濱，依山為城壘，為軍事及交通重地，為南朝宫城建康的南北門户，處於都城的西南交通要道，瀕臨長江，位置十分險要，乃當時兵家必爭之地。東晉名士常遊宴於此。舊址在今南京市南。也稱為「勞勞亭」。

## 典故
新亭對泣:本指東晉南渡名士王導等，於新亭飲宴，舉目望見山河，而感慨國土淪亡，相與對泣之事。見南朝宋．劉義慶《世說新語．言語》。後比喻懷念故國或感時憂國的悲憤心情。宋．陸游〈初寒病中有感〉詩：「新亭對泣猶稀見，況覓夷吾一輩人。」